# سواری با اهریمن (فیلم)
سواری با اهریمن (به انگلیسی: Ride with the Devil) فیلمی ۱۳۸ دقیقه‌ای به کارگردانی انگ لی با بازی توبی مگوایر است.

## داستان
«جیک رودل» (مگوایر)، پسر یک مهاجر فقیر آلمانی، در میزوری بزرگ شده است. «جک بول چایلز» (آلریش)، پسر مزرعه دار محلی، مثل برادر به «جیک» نزدیک است. وقتی در جنگ داخلی، مزرعه نابود می‌شود و پدر «جک» به دست اوباش شمالی به قتل می‌رسد، دو پسر مغرور جنوبی به جبهه می‌روند.